# Partit de la Llibertat d'Àustria
El Partit de la Llibertat d'Àustria (alemany: Freiheitliche Partei Österreichs, abreujat FPÖ) és un partit polític austríac, d'ideologia nacional-conservador i considerat d'extrema dreta.

## Història

### Antecedents
L'Associació d'Independents (Verband der Unabhängigen, VdU) era un conglomerat de grups amb interessos molt diversos: d'una banda antics nazis que no tenien dret a vot a les primeres eleccions generals després de la guerra; d'una altra, antics nacionalistes partidaris d'una gran Alemanya (Partit Popular de la Gran Alemanya, Großdeutsche Volkspartei); finalment representants d'una generació més jove. Tots ells units per la voluntat de crear un nou espai polític que pogués existir al costat dels dos grans partits dels socialdemòcrates (SPÖ) i els democristians (ÖVP).
L'Associació no va estar eximida de disputes internes i divisions que finalment malbaratarien l'experiment. Després de diverses derrotes i les turbulències esmentades, l'Associació d'Independents es va dissoldre en 1956 i es va fundar el Partit de la Llibertat d'Àustria.

### Els inicis
El seu primer president va ser Anton Reinthaller, un antic membre de les SS, que havia estat empresonat entre 1950 i 1953 per activitats nacionalsocialistes. Ja amb anterioritat a l'Anschluss (Annexió) havia entrat en el Partit Nacional Socialista dels Treballadors Alemanys, fins a arribar a ésser en 1938 ministre d'agricultura en el gabinet format amb l'annexió, per a posteriorment fins a 1945 ser diputat al Reichstag. En el seu primer discurs en el càrrec de president del partit va deixar clar la idea central en aquell moment: "La idea nacional no significa res més que el reconeixement de la nostra pertinença al poble alemany". A les eleccions presidencials austríaques de 1957, l'FPÖ i el Partit Popular d'Àustria (ÖVP) van donar suport al metge independent Wolfgang Denk, derrotat pel candidat del Partit Socialdemòcrata d'Àustria (SPÖ) Adolf Schärf, que va ser escollit president federal amb al voltant del 51 per cent dels vots.
Durant anys el Partit de la Llibertat d'Àustria no assolia passar del 6% a les eleccions generals, quantitat menor fins i tot que l'aconseguida per l'antiga Associació d'Independents. Això no era obstacle perquè tant els socialdemòcrates com els democristians els consideressin sovint com a possibles socis d'una coalició. En 1970, sota la direcció de Friedrich Peter, un altre antic membre de les Schutzstaffel (SS), el Partit donaria suport al govern minoritari dels socialdemòcrates. Un any més tard, a canvi de la consecució de la majoria absoluta per part dels socialdemòcrates es modificava la llei electoral perquè fos més benvolent amb els partits petits, afavorint per tant clarament al Partit Liberal d'Àustria.
En un congrés celebrat el 1980 s'imposa en el partit un corrent més liberal, cosa que no impedí que a les eleccions legislatives austríaques de 1983 obtingueren el seu pitjor resultat amb un 5%. No obstant això, la necessitat del Partit Socialdemòcrata de vots en el parlament fa que el Partit de la Llibertat d'Àustria entrés en el govern federal, aconseguint el càrrec de vicecanceller, ocupat pel seu dirigent Norbert Steger.

### El partit sotaJörg Haider
En 1986 Jörg Haider aconsegueix la direcció del partit després d'un congrés a Innsbruck. El govern socialdemòcrata de Franz Vranitzky trenca immediatament la coalició que mantenia amb el Partit de la Llibertat d'Àustria. Sota Haider es produí un canvi important en el públic cap al qual es dirigeix el discurs del partit. Si fins a aquest moment els mitjans acadèmics havien estat l'àmbit tradicional del partit, a partir de la dècada dels 90, són els treballadors i obrers de Viena (als barris de Simmering i Favoriten) que comencen a abandonar el seu suport al Partit Socialdemòcrata i es giren cap a Haider. Al mateix temps, els mitjans utilitzats per Haider reben fortes crítiques tant dintre com fora de Viena: la seva predilecció pel referèndum popular (Volksgebehren) o les seves afirmacions sobre el règim nazi li converteixen als ulls de molts en un demagog dretà. Un d'aquests referenda, Primer Àustria (Österreich zuerst) provocà la primera escissió dintre del partit. Cinc diputats dirigits per Heide Schmidt se separen després d'una confrontació amb Jörg Haider del partit i funden el Fòrum Liberal (Liberals Forum), que des dels seus inicis en 1993 fins a 1999 aconseguirà representació parlamentària. Amb aquesta escissió es produí el seu abandó de la Internacional Liberal.

### L'ascens a partit de govern
L'escissió no va tenir conseqüències electorals, perquè el creixement en vots continuà fins al punt que a les eleccions legislatives austríaques de 1999 el partit va aconseguir el 26,9% de les paperetes i esdevingué en el segon partit més votat. Després de llargues negociacions, el Partit Popular va arribar a un acord de govern amb el Partit de la Llibertat. El canceller seria el líder democristià Wolfgang Schüssel, mentre que Susanne Riess-Passer del partit de Jörg Haider es convertia en vicecancillera. La participació del Partit de la Llibertat no es lliuraria de les fortes crítiques, tant interiors, amb un nivell de mobilització social poc vist a Àustria, com externes, amb les sancions que els restants 14 països de la Unió Europea van imposar a Àustria. Aviat es produiria un conflicte entre les diferents ales del partit: l'ala més liberal, representada per diversos ministres i parlamentaris (la pròpia vicecancillera, el ministre de finances, etc.), discrepava cada vegada més freqüentment amb el seu cap de partit, Jörg Haider, que s'havia mantingut sense cartera ministerial com cap de govern de l'Estat federat de Caríntia. Les desavinences desembocarien en la dimissió dels ministres i en la convocatòria d'eleccions anticipades en 2002.
El 31 de març de 2004, Jörg Haider va ser reelegit governador de Caríntia però el partit va patir pèrdues devastadores en diverses eleccions regionals, les eleccions europees de 2004 i les eleccions per a la Cambra de Comerç d'Àustria i el 3 de juliol de 2004 Ursula Haubner, germana d'Haider, va substituir Herbert Haupt com a líder del partit, que es va veure esquinçat per conflictes interns i el 4 d'abril de 2005, Haider, Haubner, el vicecanciller Hubert Gorbach i altres figures destacades de l'FPÖ van anunciar la creació d'un nou partit anomenat Aliança per al Futur d'Àustria (Bündnis Zukunft Österreich, BZÖ) amb Haider com a líder. En efecte, això va dividir l'FPÖ en dos partits i Heinz Christian Strache es va convertir en president de l'FPÖ.

### Govern
El 17 de maig de 2019, es va publicar un vídeo gravat amb càmera oculta durant el mes de juliol de 2017 a Eivissa, on hi apareixien dos polítics de l'FPÖ (Heinz-Christian Strache i Johann Gudenus) prometent favors polítics i contractacions públiques a una suposada neboda d'un milionari rus. A la gravació també es mencionava altres pràctiques corruptes involucrant a donants de l'FPÖ en altres llocs, i el 18 de maig, Strache va anunciar la seva dimissió com a líder de l'FPÖ i com a vicecanceller del govern d'Àustria. Norbert Hofer, ex-candidat a la presidència d'Àustria, el substituiria com a líder. El 19 de maig, Sebastian Kurz va donar per finalitzat l'acord de govern entre l'ÖVP i l'FPÖ i va proposar la celebració d'eleccions anticipades. El president Alexander Van der Bellen també va fer la mateixa proposta. Vuit dies més tard, el govern de Kurz va ser tombat en la primera moció de censura que s'aprovava a Àustria després de la Segona Guerra Mundial.

### Oposició
Norbert Hofer va substituir com a líder del partit Strache embolicat en sospites de corrupció el setembre de 2019, just abans de les eleccions legislatives austríaques de 2019, en les què el suport del partit es va enfonsar fins al 16%, per sota del 26% del 2017. Després de les eleccions es va enfonsar fins a un mínim històric del 10% l'abril del 2020 i Hofer va dimitir l'1 de juny de 2021 i Herbert Kickl es va fer càrrec del partit el 7 de juny quan encara s'estava patint les conseqüències de l'Afer Eivissa.
A les eleccions legislatives austríaques de 2024 el FPÖ va ocupar el primer lloc, guanyant el 28,9% dels vots i aconseguint el seu millor resultat en la història del partit, tot i això, el 27 de febrer es va anunciar un acord de coalició entre Partit Popular d'Àustria (ÖVP), Partit Socialdemòcrata d'Àustria (SPÖ) i NEOS – La Nova Àustria i Fòrum Liberal (NEOS), encapçalat per Christian Stocker, de l'ÖVP.

## Ideologia
Aquest partit polític és euroescèptic, nacionalista austríac i conservador. Al Parlament Europeu, els seus eurodiputats formen part del grup Identitat, Tradició i Sobirania.

## Resultats electorals
| 1956 | Anton Reinthaller       | 283 749 (#3)   | 6,5   | 6 / 165  | 8a | Oposició           |
| 1959 | Friedrich Peter         | 336 110 (#3)   | 7,7   | 8 / 165  | 2  | Oposició           |
| 1962 | Friedrich Peter         | 313 895 (#3)   | 7,0   | 8 / 165  | =  | Oposició           |
| 1966 | Friedrich Peter         | 242 570 (#3)   | 5,4   | 6 / 165  | 2  | Oposició           |
| 1970 | Friedrich Peter         | 253 425 (#3)   | 5,5   | 6 / 165  | =  | Suport al SPÖ      |
| 1971 | Friedrich Peter         | 248 473 (#3)   | 5,5   | 10 / 183 | 4  | Oposició           |
| 1975 | Friedrich Peter         | 249 444 (#3)   | 5,4   | 10 / 183 | =  | Oposició           |
| 1979 | Alexander Götz          | 286 743 (#3)   | 6,1   | 11 / 183 | 1  | Oposició           |
| 1983 | Norbert Steger          | 241 789 (#3)   | 5,0   | 12 / 183 | 1  | Coalició amb SPÖ   |
| 1986 | Jörg Haider             | 472 205 (#3)   | 9,7   | 18 / 183 | 6  | Oposició           |
| 1990 | Jörg Haider             | 782 648 (#3)   | 16,6  | 33 / 183 | 15 | Oposició           |
| 1994 | Jörg Haider             | 1 042 332 (#3) | 22,5  | 42 / 183 | 9  | Oposició           |
| 1995 | Jörg Haider             | 1 060 337 (#3) | 21,9  | 41 / 183 | 1  | Oposició           |
| 1999 | Jörg Haider             | 1 244 087 (#2) | 26,9  | 52 / 183 | 11 | Coalició amb l'ÖVP |
| 2002 | Herbert Haupt           | 491 328 (#3)   | 10,0  | 18 / 183 | 34 | Coalició amb l'ÖVP |
| 2002 | Herbert Haupt           | 491 328 (#3)   | 10,0  | 18 / 183 | 34 | Oposició (2005-06) |
| 2006 | Heinz-Christian Strache | 519 598 (#4)   | 11,0  | 21 / 183 | 3  | Oposició           |
| 2008 | Heinz-Christian Strache | 857 029 (#3)   | 17,5  | 34 / 183 | 13 | Oposició           |
| 2013 | Heinz-Christian Strache | 962 313 (#3)   | 20,5  | 40 / 183 | 6  | Oposició           |
| 2017 | Heinz-Christian Strache | 1 316 442 (#3) | 25,6  | 51 / 183 | 11 | Coalició amb l'ÖVP |
| 2017 | Heinz-Christian Strache | 1 316 442 (#3) | 25,6  | 51 / 183 | 11 | Oposició (2019)    |
| 2019 | Norbert Hofer           | 772 666 (#3)   | 16,2  | 31 / 183 | 20 | Oposició           |
| 2024 | Herbert Kickl           | 1,408,514 (#1) | 28.85 | 57 / 183 | 26 | Oposició           |

a Respecte als resultats de la Federació d'Independents al 1953.

### President
| Any  | Candidat             | 1a volta             | 1a volta             | 1a volta             | 2a volta             | 2a volta             | 2a volta             |
| Any  | Candidat             | Vots                 | %                    | Resultat             | Vots                 | %                    | Resultat             |
| ---- | -------------------- | -------------------- | -------------------- | -------------------- | -------------------- | -------------------- | -------------------- |
| 1957 | Wolfgang Denk        | 2,159,604            | 48,9 / 100           | Derrota (2n)         | N/D                  | N/D                  | N/D                  |
| 1963 | No hi van participar | No hi van participar | No hi van participar | No hi van participar | No hi van participar | No hi van participar | No hi van participar |
| 1965 | No hi van participar | No hi van participar | No hi van participar | No hi van participar | No hi van participar | No hi van participar | No hi van participar |
| 1971 | No hi van participar | No hi van participar | No hi van participar | No hi van participar | No hi van participar | No hi van participar | No hi van participar |
| 1974 | No hi van participar | No hi van participar | No hi van participar | No hi van participar | No hi van participar | No hi van participar | No hi van participar |
| 1980 | Willfried Gredler    | 751,400              | 17 / 100             | Derrota (2n)         | N/D                  | N/D                  | N/D                  |
| 1986 | Otto Scrinzi         | 55,724               | 1,2 / 100            | Derrota (4t)         | N/D                  | N/D                  | N/D                  |
| 1992 | Heide Schmidt        | 761,390              | 16,4 / 100           | Derrota (3r)         | N/D                  | N/D                  | N/D                  |
| 1998 | No hi van participar | No hi van participar | No hi van participar | No hi van participar | No hi van participar | No hi van participar | No hi van participar |
| 2004 | No hi van participar | No hi van participar | No hi van participar | No hi van participar | No hi van participar | No hi van participar | No hi van participar |
| 2010 | Barbara Rosenkranz   | 481,923              | 15,2 / 100           | Derrota (2n)         | N/D                  | N/D                  | N/D                  |
| 2016 | Norbert Hofer        | 1,499,971            | 35,1 / 100           | 1a Posició           | 2,124,661            | 46,2 / 100           | Derrota              |
| 2022 | Walter Rosenkranz    | 717,097              | 17,7 / 100           | Derrota (2n)         | N/D                  | N/D                  | N/D                  |

### Parlament Europeu
| Any  | Líder              | Vots      | %          | Escons | +/– | Grup |
| ---- | ------------------ | --------- | ---------- | ------ | --- | ---- |
| 1996 | Franz Linser       | 1,044,604 | 27.5 (#3)  | 6 / 21 | Nou | NI   |
| 1999 | Daniela Raschhofer | 655,519   | 23.4 (#3)  | 5 / 21 | 1   | NI   |
| 2004 | Hans Kronberger    | 157,722   | 6.3 (#5)   | 1 / 18 | 4   | NI   |
| 2009 | Andreas Mölzer     | 364,207   | 12.7 (#4)  | 2 / 19 | 1   | NI   |
| 2014 | Harald Vilimsky    | 556,835   | 19.7 (#3)  | 4 / 18 | 2   | ENF  |
| 2019 | Harald Vilimsky    | 650,114   | 17.2 (#3)  | 3 / 18 | 1   | ID   |
| 2024 | Harald Vilimsky    | 893,754   | 25.36 (#1) | 6 / 20 | 3   | PfE  |